# Теорема Гельфонда — Шнайдера
Теорема Гельфонда—Шнайдера — теорема в теории чисел, которая устанавливает трансцендентность большого класса чисел и тем самым решает (утвердительно) Седьмую проблему Гильберта. Была доказана независимо в 1934 году советским математиком Александром Гельфондом и немецким математиком Теодором Шнайдером.

## Формулировка
| Если {\displaystyle a,b} — алгебраические числа, причём {\displaystyle a} не ноль и не единица, а {\displaystyle b} иррационально, то любое значение {\displaystyle a^{b}} — трансцендентное число. |

Эквивалентные формулировки для логарифмов (основание логарифма выбирается произвольно):
| Если {\displaystyle a,b} — алгебраические числа, не равные нулю или единице, то {\displaystyle \log(b)/\log(a)} — либо рациональное, либо трансцендентное число. |

| Если {\displaystyle \log(a),\log(b)} линейно независимы над полем рациональных чисел, то они линейно независимы и над полем алгебраических чисел. |

Про обобщение последней формулировки см. статью Теория трансцендентных чисел.

### Пояснения
- Значения {\displaystyle a,b} могут быть не только вещественными, но и комплексными числами; поскольку комплексная степень многозначна, в формулировке особо подчёркнуто: любое значение.
- Если убрать требование, чтобы {\displaystyle a,b} были алгебраическими числами, теорема будет неверна. Пример:

{\displaystyle {\left({\sqrt {2}}^{\sqrt {2}}\right)}^{\sqrt {2}}={\sqrt {2}}^{{\sqrt {2}}\cdot {\sqrt {2}}}={\sqrt {2}}^{2}=2.}
Из примера, с учётом теоремы, также очевидно, что {\displaystyle {{\sqrt {2}}^{\sqrt {2}}}} — трансцендентное число.
- Курт Малер[англ.] доказал аналог данной теоремы для p-адических чисел.

## Следствия
Из теоремы вытекает трансцендентность некоторых важных математических констант.
- Постоянная Гельфонда — Шнайдера {\displaystyle 2^{\sqrt {2}}} и уже упомянутый выше квадратный корень из неё: {\displaystyle {\sqrt {2}}^{\sqrt {2}}.}
- Постоянная Гельфонда {\displaystyle e^{\pi }=\left(e^{i\pi }\right)^{-i}=(-1)^{-i}=23.14069263\ldots }, а также{\displaystyle i^{i}=\left(e^{i\pi /2}\right)^{i}=e^{-\pi /2}=0.207879576\ldots .}